# Península de Miura
La península de Miura (三浦半島 Miura Hantō?) está localizada en la provincia de Kanagawa en Japón. Al sur de Yokohama y Tokio. Enmarcada por las bahías de Tokio al este y Sagami al oeste.

## Historia
El navegante inglés William Adams, que fue elevado al rango de samurái y también conocido como Miura Anjin («Navegante de Miura»), recibió un feudo en la península.
En el Nihonshoki del siglo VIII, el distrito de Miura se escribe 御浦[郡], que significa 'bahía venerable', en vez de 三浦 'tres bahías'.

## Galería

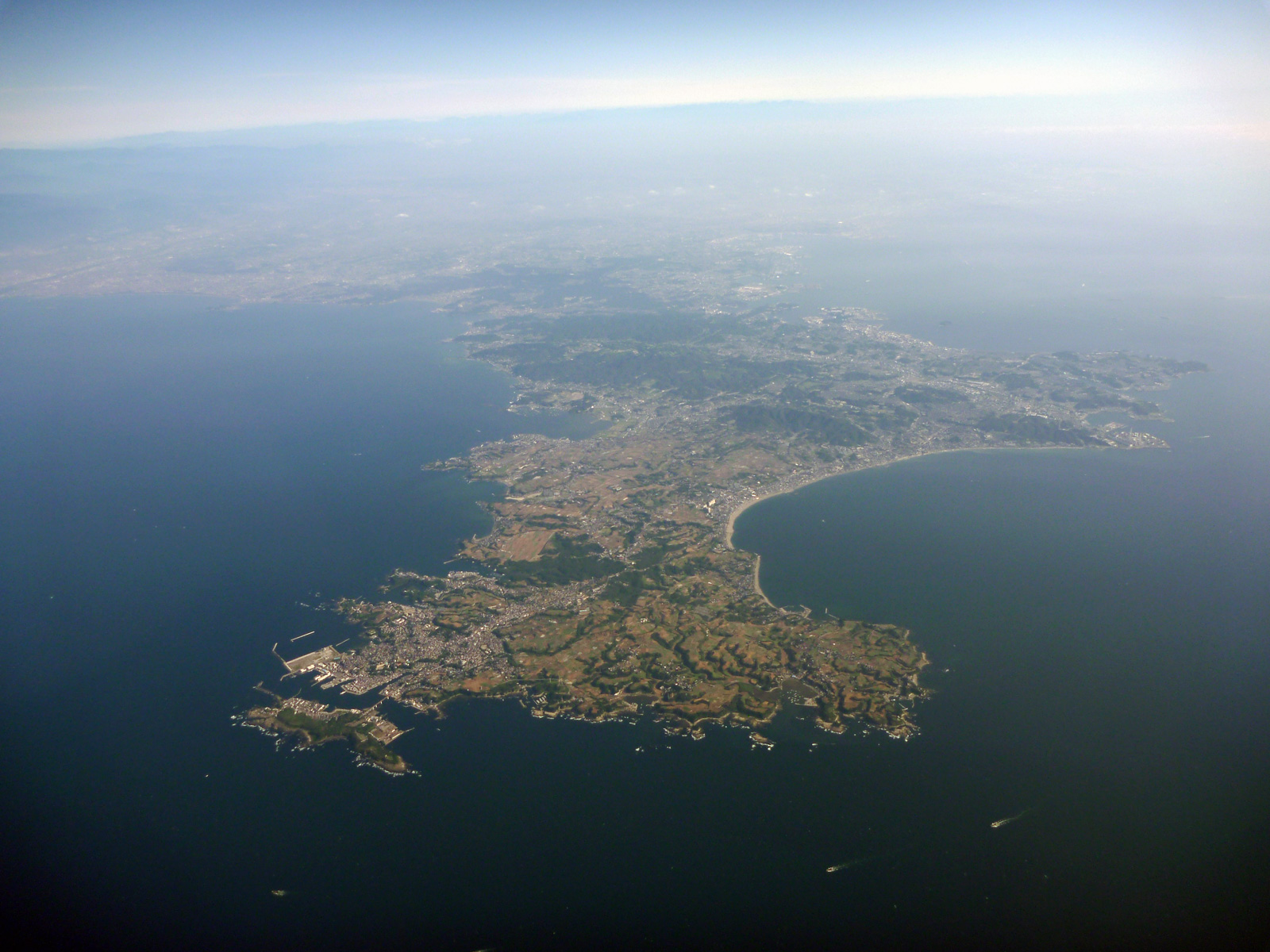
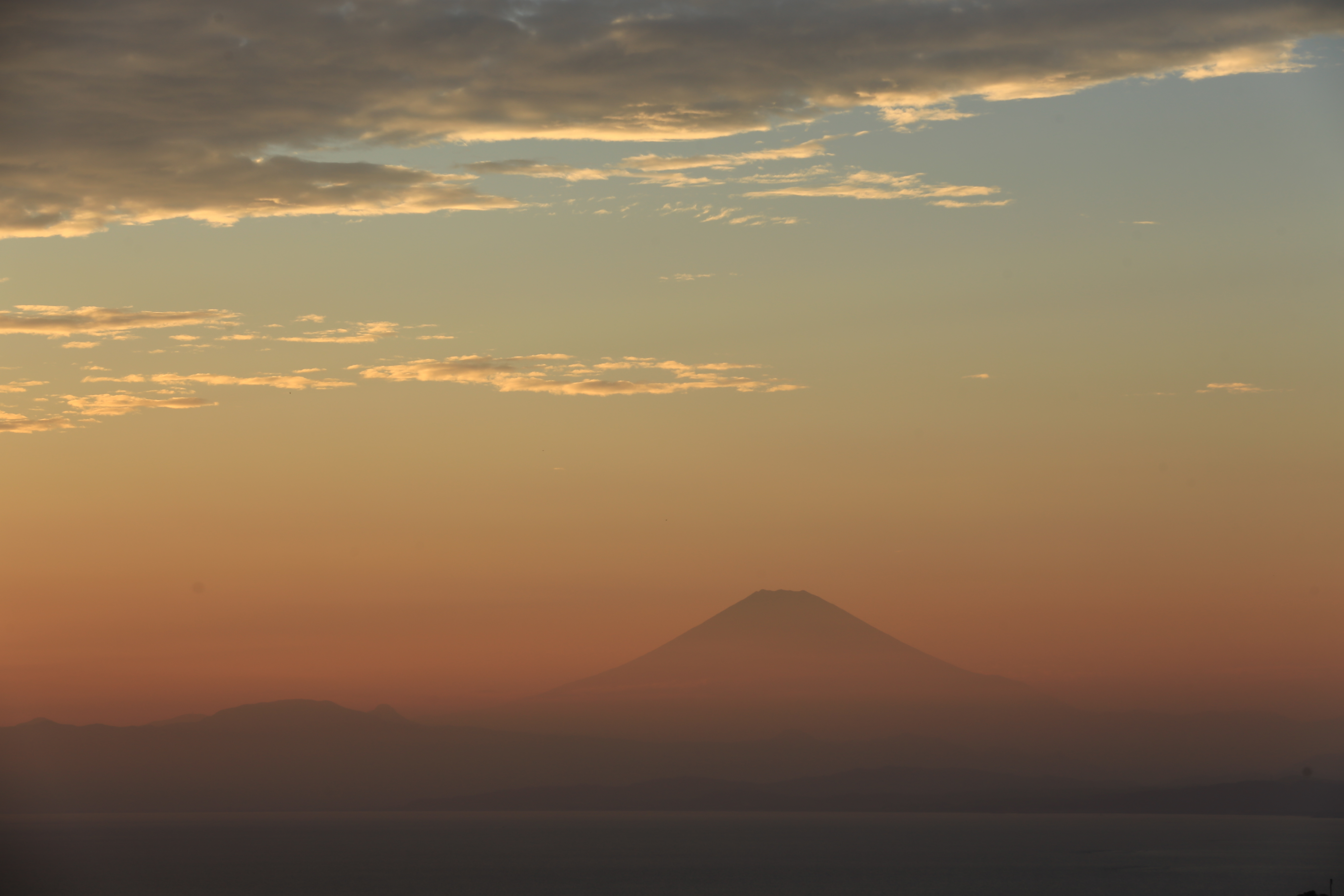
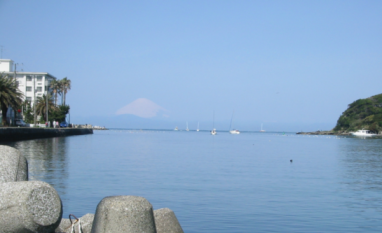